# Lijst van beelden in Rotterdam
De lijst van beelden in Rotterdam is vanwege zijn lengte verder onderverdeeld in:
- Lijst van beelden in Rotterdam-Centrum
- Lijst van beelden in Rotterdam-Noord
- Lijst van beelden in Rotterdam-Oost
- Lijst van beelden in Rotterdam-Zuid
- Lijst van beelden in Rotterdam-West